# حقوق الإنسان في كوريا الجنوبية
تختلف حقوق الإنسان في كوريا الجنوبية عن مثيلاتها في الجارة الشمالية، ونمت بشكل ملحوظ منذ أيام الديكتاتورية العسكرية، وتعكس حالياً وضع الدولة بصفتها قائمة على نظام ديموقراطي دستوري. ينتخب المواطنون عادة الرئيس وأعضاء الجمعية الوطنية في انتخابات حرة وتحترم التعددية الحزبية.
يجرّم قانون الأمن القومي الخطابات الداعمة للشيوعية أو كوريا الشمالية، لكنه لا يُطبق بشكل منتظم، وتتناقص المحاكمات التي تجري على أساسه كلّ سنة. بالرغم من ذلك، توجد أكثر من 100 قضية متعلقة بتلك الأمور كل سنة.

## التاريخ

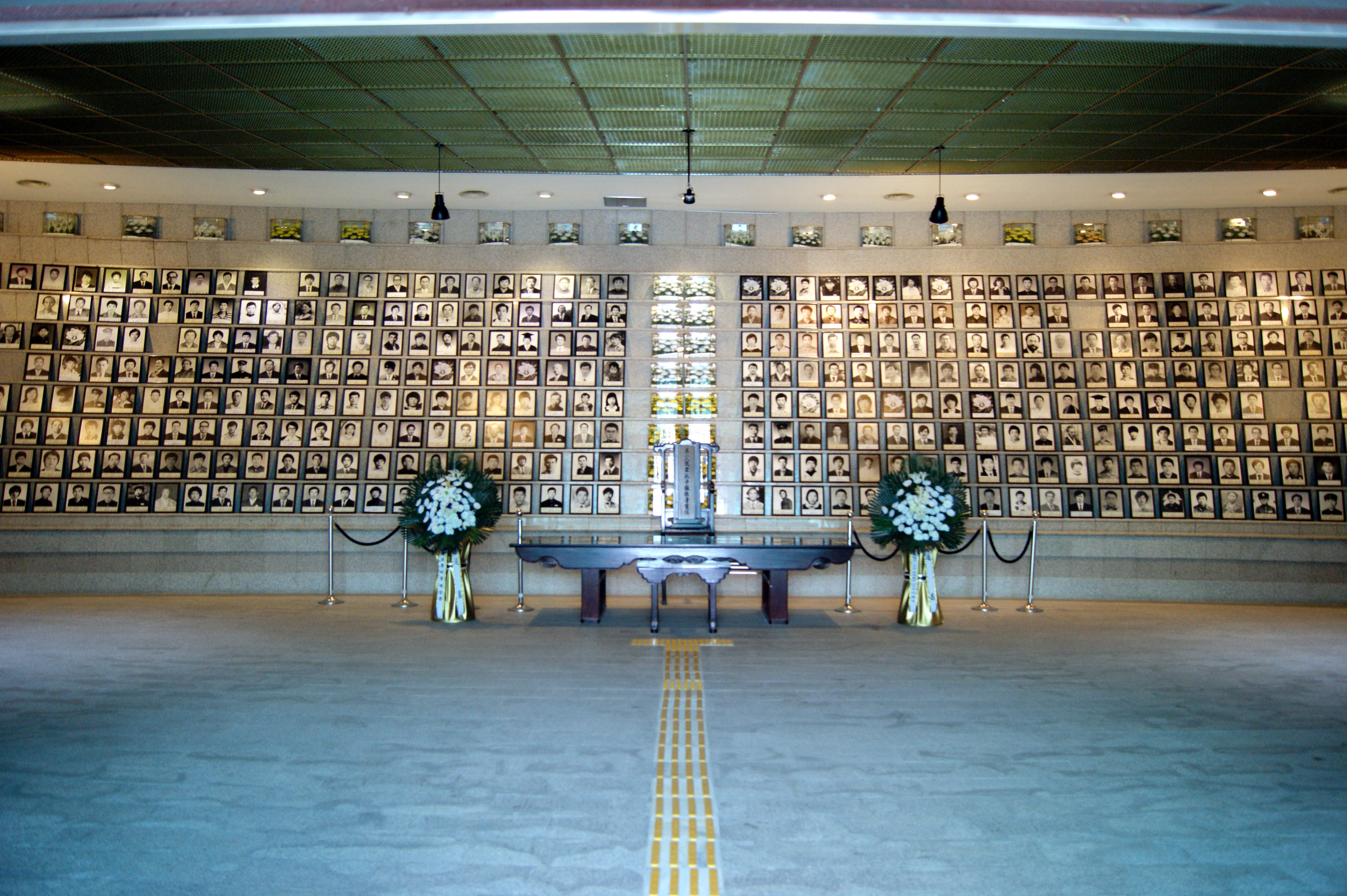
القاعة التئكارية في مقبرة الثامن عشر من مايو الوطنية بمدينة غوانغجو التي دُفن فيها ضحايا مذبحة غوانغجو

عاش مواطنو كوريا الجنوبية تحت أنظمة حكمٍ غير ديموقراطية معظم القرن العشرين، وهي أنظمة شمولية عسكرية لزعماء أمثال إي سنغ مان، وباك تشونغ هي، وتشون دو هوان، وروو تاي وو. كانت الحريات المدنية، مثل حرية التعبير وتأسيس الجمعيات، مُقيدة ومقتضبة بشكل ملحوظ، وعانى المعارضون السياسيون أيضاً من خطر التعذيب والسجن.
في عام 1967، فبركت خدمة الاستخبارات الوطنية الكورية قضية تجسس، واعتقلت 34 مواطناً بتهمة انتمائهم لحلقة جواسيس، والهدف تقوية حكم باك تشونغ هي.
بعد وقوع مذبحة غوانغجو عام 1980، عبّر المواطنون الكوريون بشكل متزايدٍ عن رغبتهم بالديموقراطية والحصول على حريات مدنية أكبر. خلال الأعوام التي سبقت دورة الألعاب الأولمبية في سول عام 1988، تزايد النشاط المناصر للديموقراطية، وأجبر الناشطون الحكومةَ على إجراء انتخابات حرة عام 1992، ونصبوا الناشط القديم في مجال حقوق الإنسان، كيم يونغ سام، في السلطة.
في عام 1981، وقعت حادثة تُعرف بحادثة بورِم. جرى وقتها اعتقال تعسفي لمجموعة من الأفراد الذين ينتمون لنادٍ أدبي، وتعذيبهم بشدة كي يقدموا اعترافات مزورة على أنهم مناصرون للشيوعية، وكانوا يقرأون «أدباً شيوعياً».

## الحريات المدنية

### الحقوق الفردية
في كوريا الجنوبية، يحق لكل فرد تجاوز عمره 19 الإدلاء بصوته والاقتراع.
الرقابة الرسمية من طرف السلطة غير موجودة، لكن قانون الأمن الوطني يُجرّم كل شخص يبدي تعاطفاً مع كوريا الشمالية، وبالرغم من أن القانون لا يُطبق بشكل مستمر، يوجد أكثر من 100 مسجونٍ وفقاً للقانون السابق. تعرّضت إحدى المسرحيات التي تتحدث عن معسكر اعتقال يودوك في كوريا الشمالية إلى الكثير من الضغوطات، بهدف تخفيف حدة الانتقادات، بينما ادعى منتجو المسرحية أنهم تعرضوا لتهديدات بالملاحقة وفقاً لقانون الأمن القومي. تشتكي بعض الجماعات المحافظة من ممارسات الشرطة، مدعين أنها تُقيد تظاهراتهم وتمنع بعض الناس من حضور المسيرات. اتُهم الوزير السابق تشونغ دونغ يونغ، والمُنتمي للحزب الديموقراطي الجديد المُتحد، بأنه حاول صرف انتباه المراسلين الصحفيين عن اجتماع لناشطي حقوق الإنسان في كوريا الشمالية. في المقابل، عقدت العديد من منظمات حقوق الإنسان ندوات ومعارض تنتقد فيها كوريا الشمالية دون تدخل السلطات الجنوبية.
يلاحظ وجود الرقابة بشكل أوضح في وسائل الإعلام. فيُمنع عادة عرض الأغاني والمسرحيات باللغة اليابانية، أو التي ترتبط باليابان. بالرغم من إزالة معظم القوانين التي صدرت في عامي 1996 و1998 عقب قرار المحكمة الدستورية، والتي ارتأت أن تلك القوانين غير شرعية، ما زالت مظاهر العنف الشديد حاضرة. يُمنع صُناع الأفلام الإباحية من إظهار الإيلاج في تلك الأفلام، وعليهم تشويش صورة الأعضاء التناسلية وجعلها مغبشة. صناعة الأفلام الإباحية قانونية تقنياً، لكن على صُناعها أن يمتثلوا لبعض المعايير الدنيا ضماناً للإخلاص الفني، لكن تلك المعايير لم تُوضّح كتابةً في القانون. في عام 1997، مُنع مهرجان سينمائي لحقوق الإنسان واعتُقل منظمو المهرجان لأنهم رفضوا تسليم أفلامهم كي تُفحص قبل العرض. تمنع الحكومة وصول مستخدمي الإنترنت إلى المواقع الكورية الشمالية، وفي بعض الأحيان، إلى مواقع عالمية كبيرة تحوي مدونات. يدور نقاش حالياً بخصوص إلغاء التعليقات التي يمكن رفعها على الإنترنت بدون معرفة هوية صاحبها.
أعلن فرانك لا رو، المقرِّر الخاص بالأمم المتحدة والمسؤول عن حرية الرأي والتعبير، أن الحكومة قلّصت حرية التعبير في كوريا الجنوبية تحت قيادة الرئيس لي ميونغ باك.

### حقوق الأقليات والمهاجرين
تُعتبر كوريا الجنوبية، مثل جارتها القريبة اليابان، إحدى أكثر دول العالم تجانساً عرقياً، ومن الصعب قبول الأجانب بشكل تام في كوريا.
يشكل أفراد دول جنوب شرق آسيا النسبة الأكبر من العمال في كوريا الجنوبية، نصفهم تقريباً موجود في الدولة بشكل غير شرعي، ويواجهون اضطهاداً ملحوظاً داخل وخارج أماكن العمل.
أدى ذلك إلى إنشاء مدرسة خاصة مصممة وموجهة لتدريس أطفال المهاجرين، وتعليمهم اللغتين الإنجليزية والكورية. عندما حصل اللاعب هاينز وارد ذو الأصول المختلطة (الكورية والأفريقية الأمريكية) على جائزة رجل المباراة في المباراة النهائية لموسم عام 2005 من الدوري الوطني لكرة القدم الأمريكية، أثار ذلك جدلاً في المجتمع الكوري حول معاملة الأطفال ذوي الأصول العرقية المختلطة.
أدى تجذر المعتقدات التقليدية في المجتمع الكوري إلى تجنّب المثليين والمثلييات الإفصاحَ عن ميولهم، ولم يفعل ذلك سوى بعض أفراد مجتمع الميم. لا يشجع المجتمعي الكوري على المثلية الجنسية، لكنها شرعية طبعاً في القانون الكوري. لذا، لا توجد الكثير من الطرق لحماية المثليين والمثلييات، هذا إن وجدت أساساً. والكثير من أفراد المجتمع المثلي يخشون الإعلان عن ميولهم خوفاً من العائلة والأصدقاء وزملاء العمل. لا يُسمح للمثليين بالخدمة العسكرية، وفي عام 2005، سُرّح 5 جنودٍ من الجيش بناءً على توجههم الجنسي المثلي.

#### اللاجئون من كوريا الشمالية
تعتبر كوريا الشمالية سكان جارتها الجنوبية مواطنين أيضاً، وكذلك، يُعتبر الكوريون الشماليون مواطنين في جمهورية كوريا الجنوبية، ويُمنحون تلقائياً حق المواطنة وجواز السفر عند وصولهم إلى حدود كوريا الجنوبية. في المقابل، اشتكى عدة كوريين شماليين لجؤوا إلى الجارة الجنوبية من صعوبة الاندماج مع المجتمع الجنوبي. ويقولون أنهم واجهوا نبذاً اجتماعياً، وحكومة لا تتكلّم عن أوضاع حقوق الإنسان في الشمال ولا تنتقدها. وبالفعل، عمدت الحكومة الجنوبية إلى اتخاذ إجراءات كبيرة للحد من الأثر الذي يحدثه اللاجئون الشماليون على علاقتها السياسية بكوريا الشمالية. تعرّضت إذاعة راديو، أنشأها اللاجئون كي تبثّ في أراضي كوريا الشمالية، إلى حملة من المضايقات أدت في نهاية الأمر إلى إلغاء المحطة لعدم قدرة أصحابها على دفع الإيجار، بعد مرور شهر واحدٍ من عملها. اتهمت المحطة الحكومةَ الجنوبية مدعية دورها المباشر وراء الحملة، أو أن الحكومة شجعت ضمنياً تلك المضايقات. منعت حكومة كوريا الجنوبية الناشطين من إرسال الراديوهات إلى الشمال، وحدث اشتباكٌ أيضاً أدى إلى إصابة الناشط بوربرت فولرتسن.

### القوات المسلحة
الخدمة العسكرية إلزامية على جميع الرجال الكوريين تقريباً. وفقاً لمنظمة العفو الدولية، احتُجز 758 رافضاً للخدمة العسكرية (أغلبهم من طائفة شهود يهوه) عام 2004. عبر تاريخ كوريا الجنوبية المعاصر، غابت الخدمة العسكرية عن اهتمام ونظر عامة الشعب، ما أدى إلى عقودٍ من الإساءة والمعاملة اللإنسانية تجاه أفراد الجيش. منذ عام 1993، استهجن الشارع الكوري بشكل صريح الاعتداءات على حقوق الإنسان في المنظمة العسكرية، مثل التعذيب النفسي والجسدي للعساكر الجدد. في عام 1997، شرّعت الحكومة قانوناً يحمي الحقوق الإنسانية والمشروعة للجنود الذين يخدمون في المؤسسة العسكرية، عن طريق منع الاعتداء الجسدي واللفظي والجنسي بين الجنود. توجد حادثة اعتُقل فيها ضابط في الجيش بتهمة إساءة معاملة الجنود المتدربين، بعدما أمر الضابط 192 جندياً بتناول البراز.